# 폴카이트
폴카이트(1990년 ~ )는 대한민국의 가수다. 2019년 EP [SMALLTALKTHIEF]로 데뷔했다.

## 방송
- K팝 스타 4 (2014) - Top18(11위)

## 음반
- SMALLTALKTHIEF (2019)
- 서운해 (2020)
- Found (2020)
- The Wheel (2020)
- 중요치 않아 (2020)
- Moment (2020)
- 연애혁명 OST (공주영 테마) (2020)
- Our Paradise (2020)
- Who Knows? (2021)
- TIME (지금부터, 쇼타임! X paulkyte (폴카이트)) (2022)
- 지금부터, 쇼타임! OST (2022)
- 연애혁명 OST (2023)